# A falka (X-akták)
A Falka az X-akták című amerikai sci-fi sorozat negyedik évadának második epizódja, melyet Glen Morgan és James Wong írt.

## Cselekmény
Home, Pennsylvania állam. Egy idillikus kis város, ahol az ember igazán nem számítana arra, hogy egy súlyos fejlődési rendellenességekkel született kisbaba holttestére bukkanjon egy sekély sírhantban. Ez az ijesztő felfedezés azonban elég a helyi seriff számára. Andy Taylor azonnal az FBI-hoz fordul segítségért. Habár a gyermek deformációi többszörös genetikai abnormalitásra utalnak, sem Mulder, sem Scully nem tartja az X-aktának az esetet, amíg nem szereznek tudomást a városban lakó, visszahúzódó Peacock-családról. Több mint egy évszázada él itt ez a família, a város szélétől nem messze. Nemcsak a városi életnek fordítottak azonban hátat, hanem az emberi civilizációnak is. Egymás között szaporodnak és a beltenyészet mára súlyos genetikai rendellenességeket eredményez. Testük (és lelkük) mostanra inkább egy állatéra emlékeztet, semmint emberi lényre. Nemrégen a klán három fiútestvérre apadt és az ügynökök azt feltételezik, hogy ezek bejöttek a városba és ártatlan nőket raboltak el és termékenyítettek meg. Az egyik ilyen „anya” szabadulhatott meg a nem kívánt és torz újszülöttől. Mulder és Scully ellátogatnak a Peacock-farmra és megtalálják a nyomait annak, hogy ott valaki nemrégen gyermeket hozott a világra. Mielőtt azonban Mulderék letartóztathatnák a család tagjait, azok lecsapnak a seriffre és feleségére. Brutálisan végeznek mindkettőjükkel. Mulder, Scully és az egyik helyi rendőr, Barney Paster merész lépésre szánják el magukat és hármasban megtámadják a Peacock-család házát. Rábukkannak a „família anyjára”, egy több testrészén amputált asszonyra. Kiderül, hogy valójában ő az anyja az eltemetett újszülöttnek és nincs szó ártatlan nők elrablásáról. Mulder és Scully nem kis szerencsével és tűzerővel ártalmatlanná tesz két Peacock fiút. A keletkezett zűrzavarban azonban Peacock asszony és az egyik fiú kereket oldanak egy fehér Cadillac-kel. Anya és fia együtt indulnak új otthont keresni.

## Bennfentes
- Ebben az epizódban lép színre Mulder harmadik informátora, Marita Covarrubias, miután X meghalt.
- A szokatlan és kissé megbotránkoztató tartalma miatt a FOX tévétársaság az első bemutató után nem vetítette többet ezt az epizódot.
- A forgatókönyvíró Glen Morgan a szülei egykori szomszédairól nevezte el a filmben szereplő Peacock-családot.
- A filmből kivágták azt a részt, amikor Mulder és Scully Taylor seriff szűk szekrényében összezárva sokat sejtetően "taszigálják" egymást.
- Ebben az epizódban kerül elsőként említésre Samantha Mulder, az elrablásától eltérő összefüggésben. Mulder arról beszél, miket játszottak gyermekkorukban.